# Далахай (Закаменский район)
Далаха́й (бур. Далахай) — улус в Закаменском районе Бурятии. Образует сельское поселение «Далахайское».

## География
Расположен в межгорной долине на правом берегу реки Цакирки (напротив впадения в неё реки Хубутуй), в 110 км к северо-западу от районного центра, города Закаменска, в конечной точке автодороги местного значения Дутулур — Санага — Далахай. 
Расстояние до города Улан-Удэ по автодороге — 520 км.
Является самым отдалённым населённым пунктом от районного центра.

## Климат
Климат — резко континентальный. Зима продолжительная, холодная. Лето жаркое, засушливое в первой половине и дождливое — во второй. Осень продолжительная, сухая, прохладная. Наиболее холодный месяц — январь, самый тёплый — июль.

## Население
| 2002 | 2010 | 2012 | 2013 | 2014 | 2015 | 2016 |
| ---- | ---- | ---- | ---- | ---- | ---- | ---- |
| 458  | ↘427 | ↘413 | ↘400 | ↘393 | ↘367 | ↗373 |
| 2017 | 2018 | 2019 | 2020 | 2021 | 2023 | 2024 |
| ↘350 | ↘349 | ↘335 | ↘314 | ↗338 | ↘329 | ↘305 |

## Название
Улус Далахай получил своё название от имени булагатского рода «далахай». Само название состоит из двух бурятских слов: дала — «лопатка» и ахай — «старший брат».

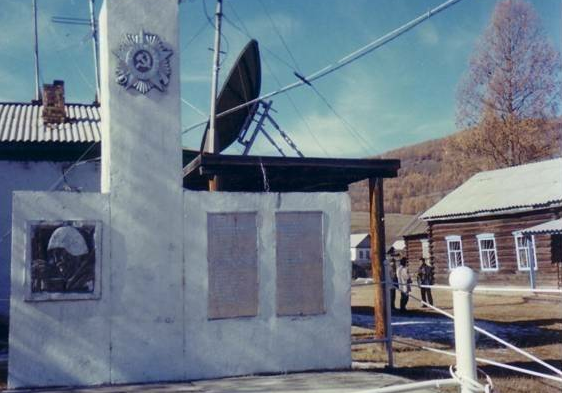
Памятник воинам-односельчанам в Далахае

## История
Основателями улуса были представители родов хонгодор, аштариг, тэртэ, шошоолог, пришедшие сюда из Прибайкалья, а также из Тунки, Джиды и Монголии.
До начала XX века в местности вокруг Далахая существовали отдельные поселения, состоящих из нескольких дворов. К началу коллективизации в Далахае уже было 13 дворов, они и были образованы в первый колхоз. После объединения с соседним мулистуйским колхозом в 1932 появился новый колхоз  «Улан – Далахай». 
В 1935 году в Далахае был построен  сельский Клуб культуры. В 1984 году было построено и открыто новое здание Дома культуры, при котором создан и работает до сих пор фольклорный ансамбль «Сэнхир hарьдаг». 
В 1939 году в Далахае построена школа, в которую пошли учиться 36 детей. В 1998 году в селе методом народной стройки построена новая школа, которая стала средней общеобразовательной. 
В 1956 году далахайских колхоз объединился с колхозом из села Утата. Новый колхоз получил название «Байкал». В 1968 году колхоз был преобразован в совхоз «Далахайский». В 1992 году совхоз распался на несколько крестьянских хозяйств.

## Инфраструктура
В улусе есть администрация, общеобразовательная средняя школа, детский сад, дом культуры, фельдшерский пункт. Жители улуса заняты в аграрном секторе, в окрестностях улуса расположены несколько фермерских хозяйств.

## Достопримечательности
- Субутуйский аршан (целебный источник). Находится в 35 км от улуса, в труднодоступном месте. Имеется один жилой дом для отдыхающих и 2 ванные комнаты.  Минеральные воды этого аршана помогают при лечении ревматизма, глазных и женских заболеваний и также помогает при заболеваниях желудочно-кишечного тракта.
- Аршан «Урда-Гол». Имеется 4 жилых дома и 2 ванные комнаты. Воды этого аршана лечат заболевания органов верхних дыхательных путей и желудочно – кишечного тракта[16].

## Известные люди
- Бадма Шойдоков — заслуженный учитель и народный писатель Бурятии.
- Дампилова Хандажап Дармаевна (1959) – поэтесса, учительница бурятского языка и литературы, член Союза писателей России, бывший руководитель районного литературного объединения «Уран Душэ»[15]